# Ctenus ornatus
Ctenus ornatus là một loài nhện trong họ Ctenidae.
Loài này thuộc chi Ctenus. Ctenus ornatus được Eugen von Keyserling miêu tả năm 1877.